# Kristofer Janson
Kristofer Nagel Janson, född 5 maj 1841 i Bergen, Norge, död 17 november 1917 i Köpenhamn, Danmark, var en norsk-amerikansk författare, pastor och föreläsare, gift med Drude Janson.

## Biografi
Redan under gymnasietiden deltog Janson i landsmålsrörelsen. Han gav först ut några bondberättelser, Fraa Bygdom (1865), som fick stor framgång. Norske Dikt (1867) är tydligt påverkad av Johan Sebastian Welhaven. Skådespelet Jon Arason (1867), i Adam Oehlenschlägers stil, hör till hans främsta verk. Året efter kom de två bondeberättelserna Ei Slaastkjempa och Marit Skjølte; den sistnämnda filmatiserades 1926, och även Jansons berättelser Fante-Anne och Liv filmatiserades (1920 respektive 1934). Boken Han og ho (1868), i grundtvigianismens anda, ledde till att Christian Walter Bruun knöt honom till folkhögskolan på Vonheim i Gudbrandsdalen. Under denna tid skrev han den episka dikten Sigmund Bresteson (1872), den historiska skildringen Fraa Dansketidi (1875) och Den bergtekne (1876), om en spelman på landsbygden.
1876 fick Janson konstnärslön. Hösten 1881 reste han till USA för att verka som unitarpräst bland skandinaverna där. 1882 avsade han sig konstnärslönen. Från USA sände han hem några av sina främsta berättelser, Præriens Saga (1885) och Nordmænd i Amerika (1887), samt den historiska romanen Vore Bedsteforældre (1882). Han gick i polemik mot den ortodoxa kristendomen i Har ortodoksien ret? (1886) och i sin tidskrift Saamanden, och gav också ut psalmer och predikningar. 1893 återvände han till Norge, där han 1895 stiftade Broderskapets kirke i Oslo. Han fick återigen konstnärslön av Stortinget från 1900 och var mycket verksam som föredragshållare och författare. 1902 gav han ut det historiska skådespelet Åsgeir Kongsson och 1913 memoarboken Hvad jeg har oplevet.

## Böcker i svensk översättning
- 1869 - Han och hon (öfversättning af M. E.) (även 1918) (bemynd. övers. från orig:s 30:e uppl. av Lars Saxon)
- 1879 - Den bergtagne (öfvers. från norskt "landsmål" [af Ellen Key]) (även 1912)
- 1880 - Småstycken (Öfv. af Victor Emanuel Öman, Örebro : Allehanda)
- 1896 - Helvetets barn : predikan i dramatisk form (Wahlström & Widstrand)
- 1899 - Jesus och arbetarna : föredrag (Öfvers. från norskan af Kata Dalström) (även 1906)
- 1900 - Ljus och frihet : religiösa föredrag (Bonnier)
- 1900 - Vildrosen : en berättelse från indianupploppet 1862 (öfversättning af E. G.)
- 1901 - Medeltidsbilder fulltext
- 1902 - Sara : roman
- 1904 - Ensam (Bemynd. öfvers. från norskan af T. T.)
- 1911 - Gjorde hon rätt? : två äktenskapshistorier (Bemynd. öfvers. af T. T.)

## Filmer baserade på hans böcker
- 1920 – Tattar-Anna
- 1920 – Prästänkan
- 1926 – Brudefärden i Hardanger